# Kær
Kær – miasto w Danii, w regionie Dania Południowa, w gminie Sønderborg.